# Jermall Charlo
Jermall Charlo (* 19. Mai 1990 in Lafayette, Louisiana) ist ein US-amerikanischer Boxer, ehemaliger Weltmeister der IBF im Halbmittelgewicht und aktueller Weltmeister der WBC im Mittelgewicht. Er ist der Zwillingsbruder des Boxweltmeisters Jermell Charlo.

## Amateurkarriere
Charlo gewann 65 von 71 Amateurkämpfen und wechselte nach einer Zehenverletzung 2008 in das Profilager. Er gewann 21 Kämpfe in Folge und wurde bereits auf Platz 7 der Weltrangliste des Ring Magazine geführt, ehe er am 12. September 2015 gegen den IBF-Weltmeister und vom Ring Magazine auf Platz 6 gesetzten Cornelius Bundrage antreten konnte. Charlo gewann das Duell gegen den bereits 42-jährigen und seit neun Monaten inaktiven Titelträger nach drei Niederschlägen durch TKO in Runde 3. Im Anschluss gewann er Titelverteidigungen gegen Wilky Campfort, Austin Trout (Ring Magazine Nr. 7) und Julian Williams, ehe er den Titel im Februar 2017 niederlegte um in das Mittelgewicht aufzusteigen.
Nach einem gewonnenen WBC-Titelausscheidungskampf gegen Jorge Heiland wurde er offizieller Pflichtherausforderer von Gennadi Golowkin, welcher sich jedoch auf einen Kampf gegen Saúl Álvarez vorbereitete. Die WBC legte daraufhin auf ihrer Jahrestagung fest, dass Charlo zwischenzeitlich gegen Hugo Centeno (Nr. 4 der WBC) um den WBC-Interimstitel anzutreten habe. Charlo gewann das Duell am 21. April 2018 mit einem K.-o.-Sieg in Runde 2. Diesen Status verteidigte er am 22. Dezember 2018 mit einem einstimmigen Sieg gegen Matwei Korobow (Nr. 15 der WBC), wodurch er Pflichtherausforderer um den WBC-Titel blieb, welcher zwischenzeitlich von Álvarez gewonnen worden war.
Im Juni 2019 wurde Charlo dann kampflos zum neuen WBC-Weltmeister ernannt, nachdem die WBC Álvarez aufgrund seiner Erfolge zum Franchise-Champion der Organisation erklärt hatte. Seine erste Titelverteidigung als neuer Weltmeister bestritt er noch im selben Monat mit einem einstimmigen Sieg gegen Brandon Adams.
Bis Juni 2021 gewann er weitere Titelverteidigungen gegen Dennis Hogan, Serhij Derewjantschenko (WBC-Pflichtherausforderer) und Juan Montiel (Nr. 4 der WBC), ehe er aufgrund von Verletzungen und psychischen Problemen für rund 29 Monate vom Boxsport zurücktrat.
Seinen nächsten Kampf bestritt und gewann er am 25. November 2023 gegen José Benavidez.

## Liste der Profikämpfe
| 32 Siege (22 K.-o.-Siege), 0 Niederlagen, 0 Unentschieden |               |                                                       |                                                             |                                    |
| Jahr                                                      | Tag           | Ort                                                   | Gegner                                                      | Ergebnis für Charlo                |
| 2008                                                      | 12. September | Quick Trip Ballpark, Grand Prairie, USA               | Cimarron Davis                                              | Sieg / TKO 2. Runde                |
| 2008                                                      | 10. Oktober   | Desert Diamond Casino, Tucson, USA                    | Mario Hernandez                                             | Punktsieg (einstimmig) / 4 Runden  |
| 2009                                                      | 25. April     | Fitzgerald’s Casino & Hotel, Tunica, USA              | Anthony Bowman                                              | Punktsieg (einstimmig) / 4 Runden  |
| 2009                                                      | 6. Juni       | Washington Convention Center, Washington, USA         | Terrell Davis                                               | Sieg / TKO 2. Runde                |
| 2009                                                      | 11. Juli      | San Miguel Arena, Houston, USA                        | Deon Nash                                                   | Punktsieg (einstimmig) / 6 Runden  |
| 2009                                                      | 24. Oktober   | Coliseo Roberto Clemente, San Juan, Puerto Rico       | Carlos Garcia Hernandez                                     | Punktsieg (einstimmig) / 4 Runden  |
| 2010                                                      | 28. August    | Moody Gardens, Galveston, USA                         | Deon Nash                                                   | Sieg / Aufgabe 2. Runde            |
| 2011                                                      | 23. September | Seminole Hard Rock Hotel & Casino, Hollywood, USA     | Eric Draper                                                 | Sieg / KO 1. Runde                 |
| 2012                                                      | 24. März      | NRG Stadium, Houston, USA                             | Sean Rawley Wilson                                          | Sieg / TKO 5. Runde                |
| 2012                                                      | 8. Dezember   | Business Expo Center, Anaheim, USA                    | Edgar Perez                                                 | Sieg / Aufgabe 4. Runde            |
| 2013                                                      | 26. Januar    | Hard Rock Hotel and Casino, Las Vegas, USA            | Josh Williams                                               | Sieg / Aufgabe 5. Runde            |
| 2013                                                      | 2. März       | Our Lady of the Lake University Gym, San Antonio, USA | Gilbert Venegas                                             | Sieg / KO 3. Runde                 |
| 2013                                                      | 20. April     | Alamodome, San Antonio, USA                           | Orlando Lora                                                | Sieg / Aufgabe 4. Runde            |
| 2013                                                      | 1. Juni       | BB&T Center, Sunrise, USA                             | Luis Hernandez                                              | Sieg / TKO 2. Runde                |
| 2013                                                      | 9. August     | Fantasy Springs Casino, Indio, USA                    | Antwone Smith                                               | Sieg / KO 2. Runde                 |
| 2013                                                      | 12. September | MGM Grand Hotel, Las Vegas, USA                       | Rogelio De la Torre                                         | Sieg / TKO 7. Runde                |
| 2013                                                      | 13. Dezember  | Fantasy Springs Casino, Indio, USA                    | Joseph De los Santos                                        | Sieg / KO 5. Runde                 |
| 2014                                                      | 26. April     | Dignity Health Sports Park, Carson, USA               | Hector Munoz                                                | Sieg / Aufgabe 4. Runde            |
| 2014                                                      | 11. September | Hard Rock Hotel and Casino, Las Vegas, USA            | Norberto Gonzalez                                           | Sieg / TKO 7. Runde                |
| 2014                                                      | 13. Dezember  | MGM Grand Garden Arena, Las Vegas, USA                | Lenny Bottai                                                | Sieg / KO 3. Runde                 |
| 2015                                                      | 28. März      | Palms Casino Resort, Las Vegas, USA                   | Michael Finney                                              | Punktsieg (einstimmig) / 10 Runden |
| 2015                                                      | 12. September | Foxwoods Resort Casino, Mashantucket, USA             | Cornelius Bundrage IBF-Superweltergewicht-Weltmeisterschaft | Sieg / TKO 3. Runde                |
| 2015                                                      | 28. November  | The Bomb Factory, Dallas, USA                         | Wilky Campfort IBF-Superweltergewicht-Titelverteidigung     | Sieg / TKO 4. Runde                |
| 2016                                                      | 21. Mai       | The Cosmopolitan, Las Vegas, USA                      | Austin Trout IBF-Superweltergewicht-Titelverteidigung       | Punktsieg (einstimmig) / 12 Runden |
| 2016                                                      | 10. Dezember  | Galen Center, Los Angeles, USA                        | Julian Williams IBF-Superweltergewicht-Titelverteidigung    | Sieg / KO 5. Runde                 |
| 2017                                                      | 29. Juli      | Barclays Center, Brooklyn, USA                        | Jorge Sebastian Heiland                                     | Sieg / TKO 4. Runde                |
| 2018                                                      | 21. April     | Barclays Center, Brooklyn, USA                        | Hugo Centeno Jr WBC-Interim Mittelgewicht-Weltmeisterschaft | Sieg / KO 2. Runde                 |
| 2018                                                      | 22. Dezember  | Barclays Center, Brooklyn, USA                        | Matvey Korobov WBC-Interim Mittelgewicht-Titelverteidigung  | Punktsieg (einstimmig) / 12 Runden |
| 2019                                                      | 29. Juni      | NRG Arena, Houston, USA                               | Brandon Adams WBC-Mittelgewicht-Titelverteidigung           | Punktsieg (einstimmig) / 12 Runden |
| 2019                                                      | 7. Dezember   | Barclays Center, Brooklyn, USA                        | Dennis Hogan WBC-Mittelgewicht-Titelverteidigung            | Sieg / TKO 7. Runde                |
| 2020                                                      | 26. September | Mohegan Sun Arena, Uncasville, USA                    | Sergiy Derevyanchenko WBC-Mittelgewicht-Titelverteidigung   | Punktsieg (einstimmig) / 12 Runden |
| 2021                                                      | 19. Juni      | Toyota Center, Houston, USA                           | Juan Macias Montiel WBC-Mittelgewicht-Titelverteidigung     | Punktsieg (einstimmig) / 12 Runden |
| 2023                                                      | 25. November  | Michelob Ultra Arena, Las Vegas, USA                  | José Benavidez Jr. WBC-Mittelgewicht-Titelverteidigung      | Ausstehend                         |
| Quelle: Jermall Charlo in der BoxRec-Datenbank            |               |                                                       |                                                             |                                    |